# Všežraví
Všežraví (Polyphaga) je podřád brouků, který popsal Emery v roce 1886. Mají pohyblivé kyčle posledního páru noh.
Všežraví jsou největší a nejrozšířenější podřád brouků (na 325 000 druhů řazených do více než 150 čeledí) obsahující suchozemské i sladkovodní, masožravé, býložravé, saprofágní i parazitické brouky. Zástupci české fauny jsou děleni do 17 nadčeledí a asi 110 čeledí.

## Taxonomie
Všežraví mají 5 infrařádů:
- Bostrichiformia
- Cucujiformia
- Elateriformia
- Scarabaeiformia
- Staphyliniformia